# Distrito da Altmark de Salzwedel
O Distrito da Altmark de Salzwedel (em alemão:  Altmarkkreis Salzwedel) é um distrito (Kreis ou Landkreis) da Alemanha localizado no estado da Saxônia-Anhalt.

## Cidades e municípios
| Cidades livres                                            | Verbandsgemeinde |
| --------------------------------------------------------- | --- |
| 1. Arendsee 2. Gardelegen 3. Kalbe 4. Klötze 5. Salzwedel | Beetzendorf-Diesdorf 1. Apenburg-Winterfeld 2. Beetzendorf 3. Dähre 4. Diesdorf 5. Jübar 6. Kuhfelde 7. Rohrberg 8. Wallstawe |